# Lavelanet-de-Comminges
Lavelanet-de-Comminges település Franciaországban, Haute-Garonne megyében. Lakosainak száma 657 fő (2022. január 1.). Lavelanet-de-Comminges Saint-Élix-le-Château, Cazères, Le Fousseret és Saint-Julien-sur-Garonne községekkel határos.

## Népesség
A település népességének változása:
| Lakosok száma | 491  | 420  | 465  | 526  | 593  | 621  | 625  | 614  | 628  | 657  |
|               | 1968 | 1982 | 1990 | 2006 | 2013 | 2015 | 2017 | 2019 | 2020 | 2022 |